# Hökesån (naturreservat)
Hökesån är ett naturreservat i Habo kommun i Jönköpings län.
Området är naturskyddat sedan 2015 och är 27 hektar stort. Reservatet består av lövskog kring den del av Hökesån som rinner genom Habo. 